# Callionymus sereti
Callionymus sereti là một loài cá biển thuộc chi Callionymus trong họ Cá đàn lia. Loài này được mô tả lần đầu tiên vào năm 1998.

## Danh pháp khoa học
C. sereti được đặt theo tên của Tiến sĩ Bernard Seret (Paris), người đã thu thập các mẫu vật cá đàn lia tại khu vực đảo Futuna.

## Phân bố và môi trường sống
C. sereti có phạm vi phân bố ở Tây Thái Bình Dương. Loài này chỉ được biết đến duy nhất tại đảo Futuna. C. sereti sống trên đáy cát, được tìm thấy ở độ sâu khoảng 245 đến 400 m.

## Mô tả
Chiều dài tối đa được ghi nhận ở C. sereti là khoảng 6 cm. C. sereti là loài dị hình giới tính: gai vây lưng thứ nhất của cá đực vươn cao hơn so với cá cái, và vây đuôi của cá đực dài hơn so với cá cái. Màu sắc của các mẫu tiêu bản (cá đực và cá cái) được bảo quản trong rượu: Đầu, thân và các vây đều có màu trắng nhạt. Mắt màu xám sẫm. Cổ họng của cá đực có một đốm đen hình trái tim, không có thêm một đường sọc nào; cá cái không có điểm này. Vây lưng thứ nhất của cá đực có 4 sọc xiên màu nâu sẫm; đốm đen trên màng vây thứ 3. Vây lưng thứ nhất của cá cái cũng có đốm đen như cá đực, và các đường vân màu nâu trên màng vây thứ 3 và 4.
Số gai ở vây lưng: 4; Số tia vây mềm ở vây lưng: 9; Số gai ở vây hậu môn: 0; Số tia vây mềm ở vây hậu môn: 8; Số tia vây mềm ở vây ngực: 20 - 21; Số gai ở vây bụng: 1; Số tia vây mềm ở vây bụng: 5.